# Ruta Nacional 144 (Argentina)
La Ruta Nacional 144 es una carretera argentina asfaltada, que se encuentra en el Departamento San Rafael, centro-oeste de la Provincia de Mendoza. En su recorrido de 132 kilómetros numerados de km 663 a 795 de noreste a sudeste, une la Ruta Nacional 143 en el km 663, en las cercanías de San Rafael y la Ruta Nacional 40 en El Sosneado.
No hay localidades en el trayecto por donde discurre esta ruta. El trayecto se encuentra en verde y rojo en el mapa adjunto, el tramo verde indica el recorrido que la ruta recuperó en 2009.

## Historia
El 3 de septiembre de 1935 la Dirección Nacional de Vialidad difundió su primer esquema de numeración de rutas nacionales. El camino que ocupa actualmente la Ruta 144 correspondía a un tramo de la Ruta Nacional 40.
Con la construcción del camino de tierra entre El Sosneado y Pareditas en 1948 se cambió la traza de la Ruta 40, con lo que se modificó la nomenclatura del camino entre El Sosneado y San Rafael a Ruta Nacional 144.
Para poder mejorar la conexión entre San Rafael y el Paso Pehuenche, la Dirección Nacional de Vialidad asfaltó esta ruta en 1961.
El tramo de 57 km entre El Sosneado y el acceso al Dique Agua del Toro marcado en verde en el mapa adjunto pasó a la ruta 40 cuando el tramo entre El Sosneado y Pareditas pasó a jurisdicción mendocina a través del Decreto Nacional 1595 del año 1979. El camino entre El Sosneado y Pareditas cambió su nombre a Ruta Provincial 101.
El 9 de mayo de 2008 el gobernador de la Provincia de Mendoza y el administrador de la Dirección Nacional de Vialidad firmaron un convenio por el que la Ruta Provincial 101 volvió a jurisdicción nacional para integrarla nuevamente a la Ruta Nacional 40. De esta manera la Ruta Nacional 144 recuperó el tramo que había perdido 29 años antes.